# Semia Gharbi
Semia Gharbi (geb. 1967 oder 1968) ist eine tunesische Umweltaktivistin. Bekannt wurde sie durch eine Kampagne zur Aufdeckung und Aufarbeitung eines Skandals um illegalen Abfallhandel zwischen italienischen und tunesischen Firmen. Dies führte zur Verhaftung zahlreicher Beteiligter, darunter auch vieler Regierungsbeamter, und zu Verschärfungen in den Abfallentsorgungsrichtlinien der Europäischen Union. Gharbi wurde 2025 mit dem Goldman Environmental Prize ausgezeichnet.

## Biographie
Semia Gharbi ist Wissenschaftlerin und Umweltpädagogin. Der Schwerpunkt ihrer Arbeit liegt im Kampf gegen problematische Chemikalien. Sie hat wissenschaftlich zu Pestiziden gearbeitet.
Seit 2011 leitete sie die von ihr gegründete Association of Environmental Education for Future Generations, eine NGO, die eng mit dem tunesischen Bildungsministerium zusammenarbeitet, um das Bewusstsein für gefährliche Chemikalien zu verbreiten. Sie ist Mitbegründerin von Réseau Tunisie Verte (RTV), einem Netzwerk von mehr als 100 tunesischen Umweltorganisationen. Darüber hinaus ist sie Koordinatorin für das International Pollutants Elimination Network (IPEN) für den Nahen Osten und Nordafrika.
Am Umweltbildungsinstitut der AEEFG bildet sie Pädagogen zur Lösung von Umweltproblemen mit einem wissenschaftlichen und geschlechtergerechten Ansatz aus. Sie engagiert sich im Projekt „Women 2030“ als Genderexpertin und Trainerin für Trainer. 2016 nahm sie an den Klimaverhandlungen in Marrakesch (COP22) teil.

### Abfallskandal
Ende Oktober 2020 berichtete ein tunesischer privater Fernsehsender – wenige Tage später folgte das  italienische Investigativmagazin "Report" auf RAI 3 – dass im November 2019 zwischen dem tunesische Unternehmen SOREPLAST Suarl und dem italienische Unternehmen Sviluppoorse Ambientali (SRA) einen Vertrag über die Einfuhr von 120.000 Tonnen Abfall pro Jahr nach Tunesien geschlossen wurde, das seinerzeit von der Allgemeinen Finanzkontrollbehörde (CGF) auf ein Volumen von 20 Millionen Dinar [etwa 5,9 Mio. €] geschätzt wurde. Bei der Inspektion durch tunesische Behörden wurden Schiffscontainer entdeckt, die gewöhnlichen Hausmüll enthielten, der offensichtlich für tunesische Deponien bestimmt war, und nicht, wie es in den Vertragsunterlagen stand, recycelbaren Kunststoff, der sortiert, recycelt und nach Italien zurücktransportiert werden sollte. Italien wurde von der tunesischen Regierung am 9. Dezember 2020 offiziell auf die illegale Lieferung aufmerksam gemacht.
Ab Ende 2020 führten Semia Gharbi und das RTV eine massive nationale Kampagne durch, die sowohl von der tunesischen wie der italienischen Regierung auf Maßnahmen und Rechenschaft einforderte. Eine Kommission der tunesischen Volksrepräsentantenversammlung führte eine Untersuchung sowohl gegen SOREPLAST als auch gegen die an dem Vertrag beteiligten Regierungsbeamten durch, die einen Monat später zur Entlassung mehrerer Regierungsbeamten und der Verhaftung des Umweltministers und 25 Ministeriumsbeamten führte. Der Umweltminister und drei weitere wurden für schuldig befunden und zu drei Jahren Gefängnis verurteilt. Der Besitzer von SOREPLAST wurde in Abwesenheit zu 15 Jahren verurteilt.
Im März 2021 veröffentlichten Gharbi und IPEN gemeinsam einen Bericht mit der Global Alliance for Incinerator Alternatives (GAIA), Basel Action Network und Zero Waste Europe, in dem sie den italienischen Premierminister Mario Draghi und den EU-Kommissar Virginijus Sinkevičius aufforderten, die sofortige Rückführung des italienischen Hausmülls anzuordnen. Marcos Orellana, der UN-Sonderberichterstatter zu Giftstoffen und Menschenrechten veröffentlichte einen Bericht, der die umweltverträgliche Entsorgung der von Tunesien nach Italien zurückgebrachten Abfälle sowie einen Plan für die Rückgabe der in Tunesien verbliebenen Container empfahl. 
Für Tunesien ist der Abfallexport durch das Bamako-Übereinkommen, das Basler Übereinkommen und EU-Vorschriften geregelt, die den Export von Abfällen in ein Nicht-EU-Land nur erlauben, wenn das Empfangsland über die Kapazitäten und die Anlagen zum Recycling verfügt. In Tunesien gibt feste Richtlinien und Strafen für die Einfuhr von nicht gefährlichen Abfällen und strikte Verbote für die Einfuhr gefährlicher Abfälle.
Nach monatelangen Ermittlungen und Gesprächen unterzeichneten die Regierungen Tunesiens und Italiens im Februar 2022 eine Vereinbarung zur Rückgabe der noch nicht verbrannten 212 Container mit etwa 6000 Tonnen Haushaltsabfällen zurück nach Italien.
Die EU-Abfallrahmenrichtlinie (Richtlinie 2008/98/EG über Abfälle) wurde im Zuge des Kreislaufwirtschaftspakets umfassend überarbeitet, unter anderem im Hinblick auf Recyclingquoten, die getrennte Sammlung von Abfällen und die erweiterte Herstellerverantwortung. Die Umsetzung in deutsches Recht erfolgt durch das Gesetz zur Umsetzung der Abfallrahmenrichtlinie (KrWG) von 2020. Im November 2023 einigten sich das Europäische Parlament und der Europäische Rat darauf, die Regeln und Vorschriften für den Abfallexport zu nachzuschärfen.
Deutschland exportierte im Jahr 2024 732.000 Tonnen Plastikmüll, was nur zum Zweck des Recyclings erlaubt ist. Die Recyclinginfrastrukturen in den Zielländern sind jedoch oftmals ebenso wie die Kontrollen mangelhaft, sodass nur ein Teil der Abfälle tatsächlich recycelt wird. Der Rest wird oft unter Duldung der verantwortlichen Behörden mit niedrigen Umweltstandards verbrannt, deponiert oder wild entsorgt.

### Auszeichnungen
Semia Gharbi wurde 2025 als herausragende Vertreterin Afrikas mit dem Goldman Environmental Prize für ihr Engagement zum „Schutz unseres Planeten“ ausgezeichnet.